# Bayou Country
Albums de Creedence Clearwater Revival
Creedence Clearwater Revival
(1968) Green River
(1969)
Bayou Country est le deuxième album du groupe Creedence Clearwater Revival, sorti en 1969. Il a été produit par John Fogerty. De cet album est extrait le single Proud Mary.
Il est cité dans l'ouvrage de référence de Robert Dimery Les 1001 albums qu'il faut avoir écoutés dans sa vie.
Dans son édition française sur le label America Records, la pochette de l'album a une particularité : le recto et le verso sont identiques.

## Liste des titres
Tous les titres sont écrits et composés par John Fogerty, sauf indications contraires.
| 1. | Born on the Bayou | 5:16 |
| 2. | Bootleg           | 3:02 |
| 3. | Graveyard Train   | 8:37 |

| 4. | Good Golly, Miss Molly | - Robert "Bumps" Blackwell - John Marascalco | 2:44 |
| 5. | Penthouse Pauper       |                                              | 3:39 |
| 6. | Proud Mary             |                                              | 3:08 |
| 7. | Keep on Chooglin'      |                                              | 7:41 |

| 8.  | Bootleg (Alternate Take)                                              | 5:48 |
| 9.  | Born on the Bayou (Live in London, England 28/9/71)                   | 4:48 |
| 10. | Proud Mary (Live in Stockholm, Sweden 21/9/71)                        | 2:51 |
| 11. | Crazy Otto (Live at The Fillmore, San Francisco, California, 14/3/69) | 8:48 |

## Musiciens
- John Fogerty - guitare solo, harmonica, chant
- Tom Fogerty - guitare rythmique, chœurs
- Stu Cook - basse
- Doug Clifford - batterie

## Classements hebdomadaires
| Classement (1969-1970)        | Meilleure position |
| ----------------------------- | ------------------ |
| Allemagne (Media Control AG)  | 33                 |
| Canada (RPM Top Albums)       | 14                 |
| États-Unis (Billboard 200)    | 7                  |
| France (IFOP)                 | 1                  |
| Royaume-Uni (UK Albums Chart) | 62                 |

## Certifications
| Pays              | Certification | Date       | Ventes    |
| ----------------- | ------------- | ---------- | --------- |
| États-Unis (RIAA) | 2 × Platine   | 13/12/1990 | 2 775 000 |

## Ventes
Bayou Country s'est vendu à 4 450 000 exemplaires dans le monde.